# فولفيو ميليا
فولفيو ميليا (بالإنجليزية: Fulvio Melia) (و. 1956 – م) هو فيزيائي، وعالم فلك من الولايات المتحدة الأمريكية .

## التعليم
تعلم في معهد ماساتشوست للتكنولوجيا

## مناصب وهيئات
أدار جامعة نورث وسترن (إلينوي)، وجامعة أريزونا، وجامعة شيكاغو.

## جوائز
حصل على جوائز منها:
- جائزة الباحث الشاب الرئاسية.